# Tarte aux pralines

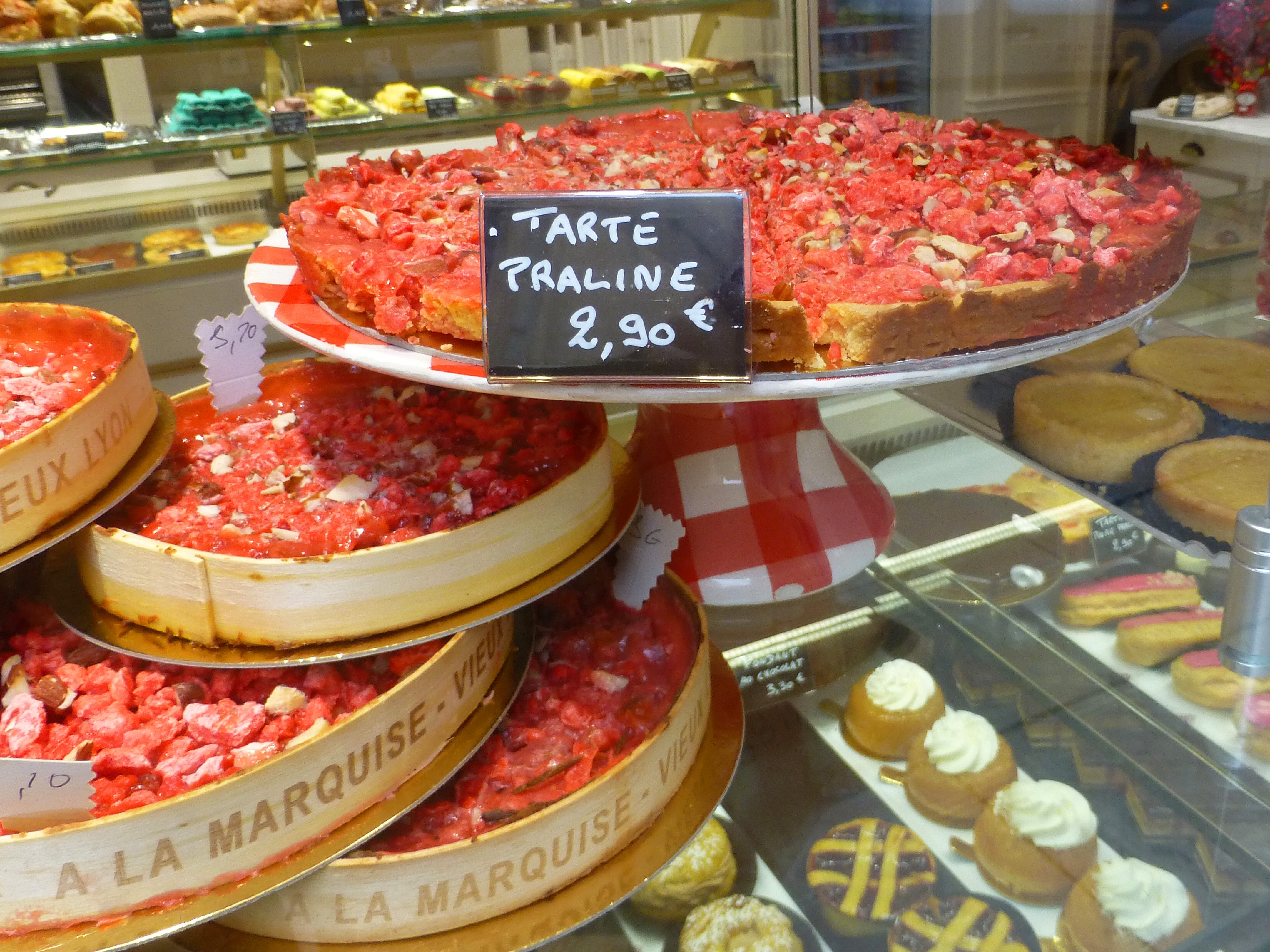
Une tarte aux pralines dans une pâtisserie lyonnaise

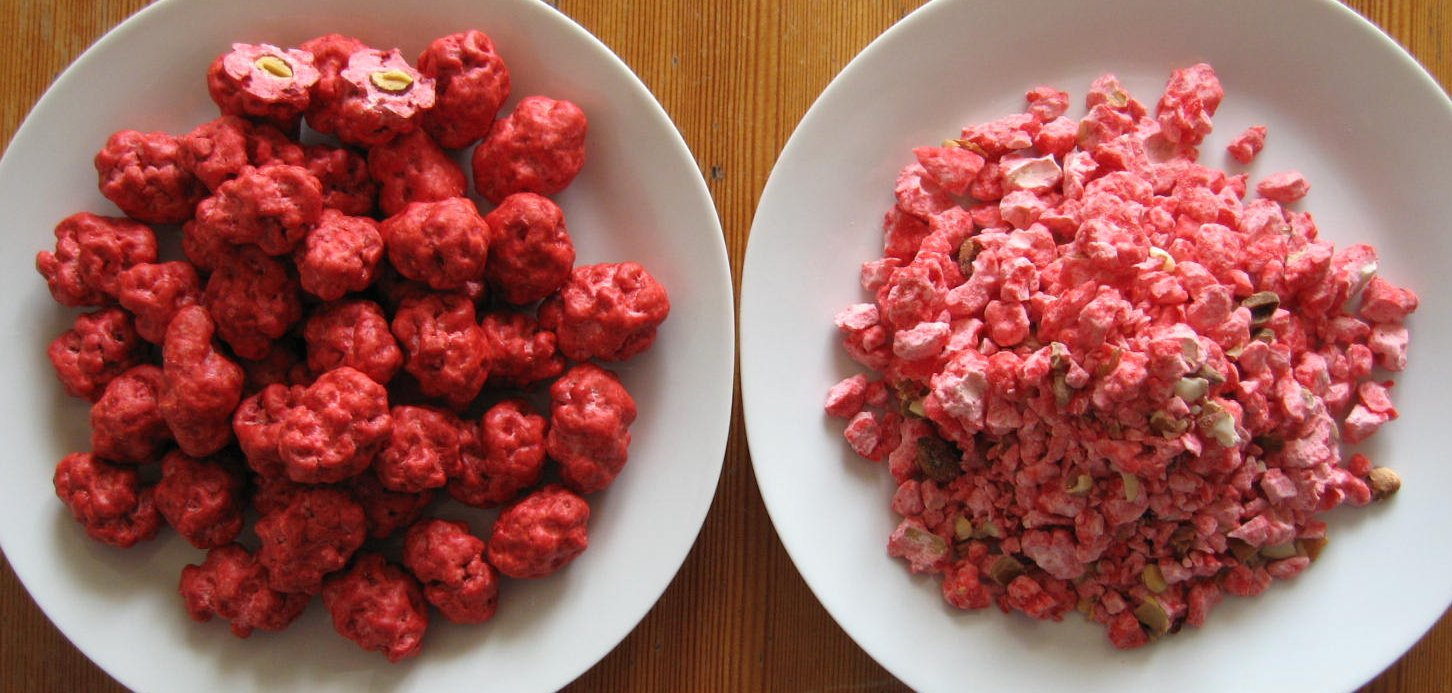
Pralines roses entières ou concassées

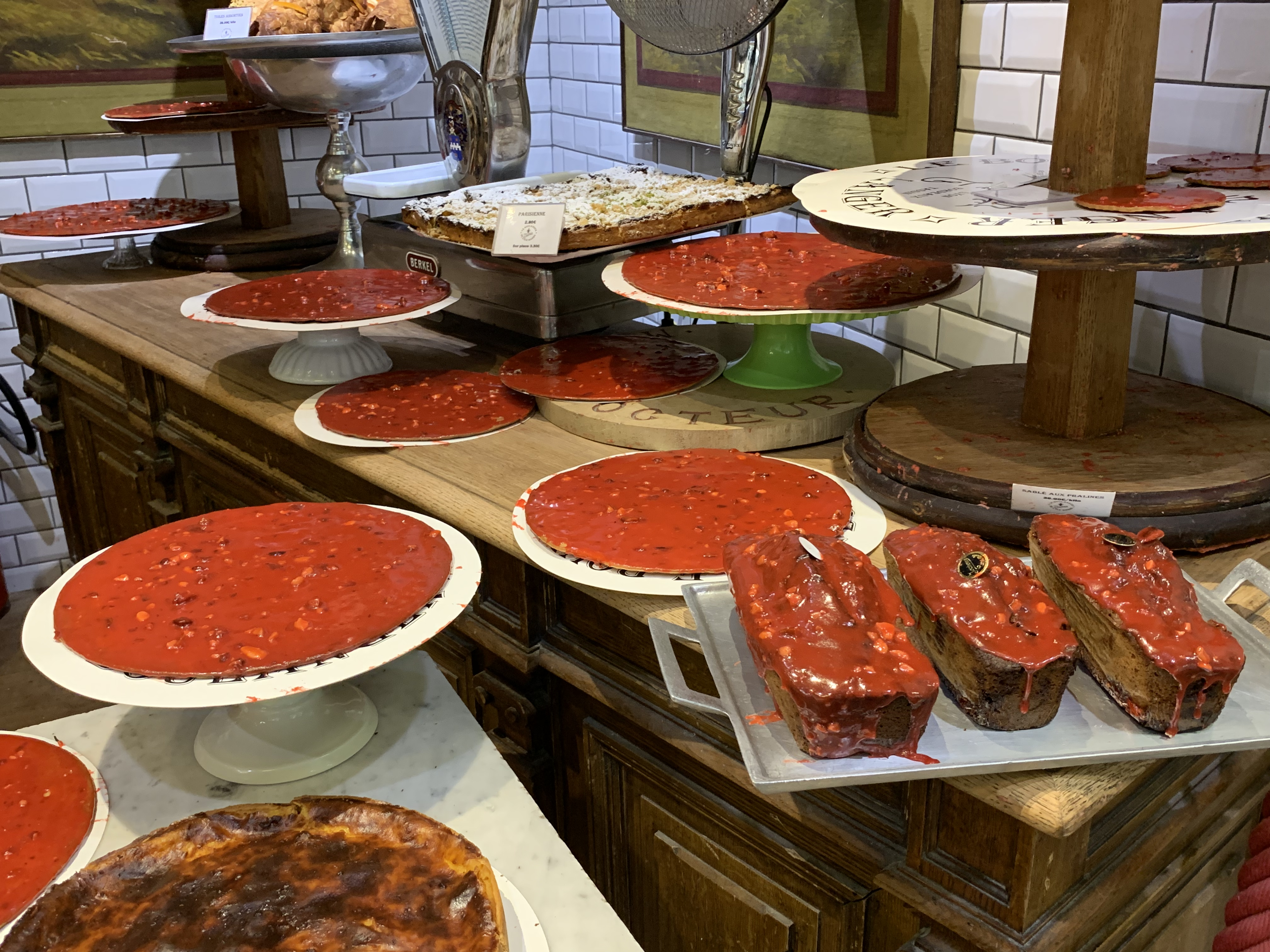
Sablés et cakes à la praline à la boulangerie Jocteur des halles de Lyon-Paul Bocuse.

La tarte aux pralines ou tarte à la praline rose est un dessert de type tarte, spécialité culinaire lyonnaise qui utilise la praline comme ingrédient central .

## Histoire
La praline rose serait apparue au XIXe siècle. Avant l'invention de la tarte à la praline, diverses recettes régionales employaient cette praline rose et notamment à Roanne à 80km de Lyon. Il s'agissait d'une tarte dont la garniture était composée de moitié de pralines roses concassées et pour moitié de crème fraîche. Du côté de la Savoie, le gâteau de Saint-Genix était une brioche aux pralines déjà très appréciée. 
En 1955, un pâtissier roannais[Qui ?] inventa la praluline, une réinterprétation de la brioche aux pralines de Saint-Genix, plus croustillante. Aujourd'hui la pâtisserie Pralus possède plusieurs boutiques à Lyon et dans d'autres villes. 
Il faudra attendre le milieu  des années 1970, pour voir apparaître la tarte aux pralines roses de Lyon, grâce à Henry Cornil de Villefranche-sur-Saône, client et ami du chef Alain Chapel, qui lui donne la recette de la tarte. Les bouchons lyonnais n'ayant pas de véritables desserts sucrés à leur menu, la tarte aux pralines roses de Lyon a spécialement été inventée dans ce contexte.
Il existe depuis 2022 un championnat mondial de la tarte à la praline dans le cadre du « Mondial de la praline ». Cette première édition a été remportée par le pâtissier Nicolas Pépin.

## Recette
Une tarte à la praline rose est composée de pralines roses (300 grammes), de crème fraîche, de crème épaisse (au moins 30% de matière grasse, 300 grammes également). Enfin la base de la garniture est mise dans une pâte à tarte, brisée pur beurre.  
La préparation consiste à cuire la pâte à blanc. Les pralines sont concasées et fondues dans une casserole avec la crème. Quand celle-ci commence à rosir, munissez vous d'un thermomètre sondeur, nécessaire pour contrôler une température qui devra être progressivement augmentée jusqu’à atteindre 115 °C : si le mélange n’est pas assez cuit, il restera liquide, mais en cas d’excès de chaleur, il deviendra trop dur.
Ensuite la préparation crème-pralines est versée sur le fond de tarte cuit. Il ne reste plus qu’à attendre que la tarte refroidisse au réfrigérateur. Pour la déguster pensez à la faire sortir du frigo trente minutes à l'avance, pour éviter que la praline ne soit trop dure. 